# Cincinnati Open 2017 - Qualificazioni singolare maschile
Le qualificazioni del singolare maschile del Cincinnati Open 2017 sono state un torneo di tennis preliminare per accedere alla fase finale della manifestazione. I vincitori dell'ultimo turno sono entrati di diritto nel tabellone principale. In caso di ritiro di uno o più giocatori aventi diritto a questi sono subentrati i lucky loser, ossia i giocatori che hanno perso nell'ultimo turno ma che avevano una classifica più alta rispetto agli altri partecipanti che avevano comunque perso nel turno finale.

## Teste di serie
1. João Sousa (qualificato)
2. Andrey Rublev (primo turno)
3. Janko Tipsarević (ultimo turno, Lucky loser)
4. Dušan Lajović (primo turno)
5. Aleksandr Dolhopolov (qualificato)
6. Vasek Pospisil (primo turno)
7. Malek Jaziri (primo turno)

1. Denis Istomin (primo turno)
2. Ernesto Escobedo (primo turno)
3. Julien Benneteau (primo turno)
4. Thomas Fabbiano (ultimo turno, Lucky loser)
5. Mikhail Youzhny (qualificato)
6. Bjorn Fratangelo (primo turno)
7. Maximilian Marterer (qualificato)

## Qualificati
1. João Sousa
2. Mikhail Youzhny
3. Christopher Eubanks
4. Maximilian Marterer

1. Aleksandr Dolhopolov
2. John-Patrick Smith
3. Mitchell Krueger

### Lucky loser
1. Janko Tipsarević
2. Thomas Fabbiano

1. Ramkumar Ramanathan
2. Christian Harrison

## Tabellone

### Legenda
| - Q = Qualificato - WC = Wild card - LL = Lucky loser | - ALT = Alternate - SE = Special Exempt - PR = Protected Ranking | - w/o = Walkover - r = Ritirato - d = Squalificato |

### Sezione 1
|  | Primo turno | Primo turno      | Primo turno      | Primo turno | Primo turno |  |  | Ultimo turno | Ultimo turno | Ultimo turno | Ultimo turno | Ultimo turno |  |
|  |             |                  |                  |             |             |  |  |              |              |              |              |              |  |
|  | 1           | João Sousa       | João Sousa       | 6           | 6           |  |  |              |              |              |              |              |  |
|  |             | Tim Smyczek      | Tim Smyczek      | 2           | 3           |  |  | 1            | João Sousa   | João Sousa   | 6            | 6            |  |
|  | Alt         | Ante Pavić       | Ante Pavić       | 7           | 6           |  |  | Alt          | Ante Pavić   | Ante Pavić   | 4            | 2            |  |
|  | 9           | Ernesto Escobedo | Ernesto Escobedo | 5           | 2           |  |  |              |              |              |              |              |  |

### Sezione 2
|  | Primo turno | Primo turno     | Primo turno    | Primo turno | Primo turno |  |  | Ultimo turno | Ultimo turno    | Ultimo turno | Ultimo turno | Ultimo turno |  |
|  |             |                 |                |             |             |  |  |              |                 |              |              |              |  |
|  | 2           | Andrey Rublev   | Andrey Rublev  | 2           | 4           |  |  |              |                 |              |              |              |  |
|  | PR          | Ernests Gulbis  | Ernests Gulbis | 6           | 6           |  |  | PR           | Ernests Gulbis  | 6            | 1            | 4            |  |
|  |             | Radu Albot      | 6              | 4           | 0           |  |  | 12           | Mikhail Youzhny | 4            | 6            | 6            |  |
|  | 12          | Mikhail Youzhny | 4              | 6           | 6           |  |  |              |                 |              |              |              |  |

### Sezione 3
|  | Primo turno | Primo turno         | Primo turno | Primo turno | Primo turno |  |  | Ultimo turno | Ultimo turno        | Ultimo turno        | Ultimo turno | Ultimo turno |  |
|  |             |                     |             |             |             |  |  |              |                     |                     |              |              |  |
|  | 3           | Janko Tipsarević    | 5           | 6           | 7           |  |  |              |                     |                     |              |              |  |
|  | WC          | John McNally        | 7           | 1           | 65          |  |  | 3            | Janko Tipsarević    | Janko Tipsarević    | 3            | 4            |  |
|  | WC          | Christopher Eubanks | 7           | 3           | 7           |  |  | WC           | Christopher Eubanks | Christopher Eubanks | 6            | 6            |  |
|  | 13          | Bjorn Fratangelo    | 65          | 6           | 67          |  |  |              |                     |                     |              |              |  |

### Sezione 4
|  | Primo turno | Primo turno          | Primo turno          | Primo turno | Primo turno |  |  | Ultimo turno | Ultimo turno        | Ultimo turno        | Ultimo turno | Ultimo turno |  |
|  |             |                      |                      |             |             |  |  |              |                     |                     |              |              |  |
|  | 4           | Dušan Lajović        | Dušan Lajović        | 6(1)        | 4           |  |  |              |                     |                     |              |              |  |
|  |             | Ramkumar Ramanathan  | Ramkumar Ramanathan  | 7           | 6           |  |  |              | Ramkumar Ramanathan | Ramkumar Ramanathan | 6            | 62           |  |
|  |             | Prajnesh Gunneswaran | Prajnesh Gunneswaran | 2           | 62          |  |  | 14           | Maximilian Marterer | Maximilian Marterer | 7            | 7            |  |
|  | 14          | Maximilian Marterer  | Maximilian Marterer  | 6           | 7           |  |  |              |                     |                     |              |              |  |

### Sezione 5
|  | Primo turno | Primo turno          | Primo turno        | Primo turno | Primo turno |  |  | Ultimo turno | Ultimo turno         | Ultimo turno         | Ultimo turno | Ultimo turno |  |
|  |             |                      |                    |             |             |  |  |              |                      |                      |              |              |  |
|  | 5           | Aleksandr Dolhopolov | 6                  | 4           | 7           |  |  |              |                      |                      |              |              |  |
|  | WC          | Reilly Opelka        | 4                  | 6           | 62          |  |  | 5            | Aleksandr Dolhopolov | Aleksandr Dolhopolov | 6            | 6            |  |
|  | WC          | Mackenzie McDonald   | Mackenzie McDonald | 6           | 6           |  |  | WC           | Mackenzie McDonald   | Mackenzie McDonald   | 3            | 4            |  |
|  | 8           | Denis Istomin        | Denis Istomin      | 4           | 2           |  |  |              |                      |                      |              |              |  |

### Sezione 6
|  | Primo turno | Primo turno        | Primo turno        | Primo turno | Primo turno |  |  | Ultimo turno | Ultimo turno       | Ultimo turno | Ultimo turno | Ultimo turno |  |
|  |             |                    |                    |             |             |  |  |              |                    |              |              |              |  |
|  | 6           | Vasek Pospisil     | Vasek Pospisil     | 4           | 4           |  |  |              |                    |              |              |              |  |
|  |             | John-Patrick Smith | John-Patrick Smith | 6           | 6           |  |  |              | John-Patrick Smith | 2            | 6            | 6            |  |
|  | Alt         | Christian Harrison | 6                  | 2           | 6           |  |  | Alt          | Christian Harrison | 6            | 3            | 3            |  |
|  | 10          | Julien Benneteau   | 2                  | 6           | 3           |  |  |              |                    |              |              |              |  |

### Sezione 7
|  | Primo turno | Primo turno      | Primo turno     | Primo turno | Primo turno |  |  | Ultimo turno | Ultimo turno     | Ultimo turno     | Ultimo turno | Ultimo turno |  |
|  |             |                  |                 |             |             |  |  |              |                  |                  |              |              |  |
|  | 7           | Malek Jaziri     | 6               | 4           | 2           |  |  |              |                  |                  |              |              |  |
|  |             | Mitchell Krueger | 2               | 6           | 6           |  |  |              | Mitchell Krueger | Mitchell Krueger | 6            | 6            |  |
|  | Alt         | Nikola Mektić    | Nikola Mektić   | 5           | 4           |  |  | 11           | Thomas Fabbiano  | Thomas Fabbiano  | 0            | 4            |  |
|  | 11          | Thomas Fabbiano  | Thomas Fabbiano | 7           | 6           |  |  |              |                  |                  |              |              |  |